# Kurt Jaime Bähr
Kurt Jaime Bähr   (p. dècada del 1920 - p. segle XX) fou un pilot d'automobilisme català d'origen alemany. Amb Rafael Ramoneda de copilot, dominà les proves de regularitat durant la dècada de 1950. Compaginà l'activitat esportiva amb la seva feina de gerent de l'empresa familiar de maquinària d'envasar i embalar.

## Palmarès
A banda del seu tercer lloc en el III Ral·li del RACE, al llarg de la seva carrera guanyà diverses proves, entre elles:
- 1954:
  - I Misteriosa Llum del MC Manresa
- 1955:
  - III Reus-Lleida-Reus del CN Reus Ploms
- 1957:
  - XXXVII Prova d'Hivern de Regularitat del Reial Moto Club de Catalunya
  - V Ral·li Costa Brava
- 1959:
  - I Ral·li Alacant
  - I Ral·li Primavera del Club 4CV